# Lukas Grozurek
Lukas Grozurek (Vienna, 22 dicembre 1991) è un calciatore austriaco, centrocampista o attaccante del Parndorf.

## Caratteristiche tecniche
Ala sinistra, può giocare come esterno d'attacco sulla fascia opposta o come centravanti.